# Johannes Fontanus College
Het Johannes Fontanus College (JFC) is een protestants-christelijke scholengemeenschap in Barneveld. De school telt 2206 leerlingen (januari 2019) en biedt onderwijs aan op mavo-, havo-, atheneum-, gymnasium- en technasiumniveau. De school heeft leerlingen uit de gehele gemeente Barneveld en de omliggende gemeenten.

## Naam
De school is genoemd naar Johannes Fontanus (1545-1615), de Reformator van Gelderland. Fontanus studeerde theologie te Heidelberg en werd de eerste hervormde predikant te Arnhem. Behalve voor theologische zaken interesseerde hij zich ook zeer voor het onderwijs. 

## Locatie
Het JFC is gevestigd aan de Wethouder Rebellaan 135 in Barneveld. Het gebouw is meerdere malen uitgebreid in verband met ruimtegebrek.